# Christopher Tolkien
Christopher John Reuel Tolkien (Leeds, Anglaterra, 21 de novembre de 1924 – Draguinhan, França, 16 de gener de 2020) va ser un escriptor i professor universitari, conegut per ser el tercer fill de l'escriptor John Ronald Reuel Tolkien, i especialment com a editor de la major part de les seves obres pòstumes.
Tolkien pare va escriure moltíssim material vinculat a la mitologia de la Terra Mitjana, que no va ser publicat mentre vivia; encara que originalment la seva intenció era publicar El Silmaríl·lion juntament amb El Senyor dels Anells, i ja hi havia parts molt desenvolupades, va morir el 1973 deixant el projecte pendent de concloure.
Christopher va ser sempre part de l'audiència crítica de la ficció del seu pare, primer com a nen, escoltant les històries de Bilbo Saquet, i després com a adolescent i jove adult, retroalimentant el seu pare a El Senyor dels Anells durant els últims anys de la seva gestació, i fins i tot participant en els debats literaris dels Inklings. El mateix Christopher es va assignar la tasca d'interpretar els, sovint, confusos mapes de la Terra Mitjana, amb la finalitat de generar les versions mostrades en els llibres. Christopher redibuixà el mapa principal a la fi dels 70, per aclarir les lletres i corregir alguns errors i omissions.
Posteriorment, el fill va seguir els passos del pare, convertint-se en lector i tutor de Llengua Anglesa a la Universitat d'Oxford.
Després de la mort del seu pare, Christopher es va embarcar en la tasca d'organitzar totes les notes del seu pare, algunes de les quals estaven escrites en vells retalls de paper. Molt del material estava escrit a mà, amb freqüència un simple esbós estava escrit sobre altre esbós anterior, i els noms dels personatges canviaven contínuament entre l'inici i la fi del mateix text. Desxifrar això va ser una àrdua tasca, i tal vegada només algú amb la proximitat a l'autor com el seu propi fill, i tan endinsat en l'evolució de les històries, podia fer que tot concordés. Malgrat tot, Christopher ha admès que sovint va haver d'endevinar el que el seu pare volia dir.
No obstant això, al treballar amb Guy Gavriel Kay, va poder publicar El Silmaríl·lion l'any 1977, seguit dels Contes inacabats de Númenor i la Terra Mitjana l'any 1980, i els dotze volums de La història de la Terra Mitjana, entre 1983 i 1996.
El 17 d'abril de 2007 apareix publicada, simultàniament a tot el món, l'obra Els fills d'en Hurin, escrita pel seu pare J. R. R. Tolkien i editada pel mateix Christopher Tolkien.